# Корнилий (архиепископ Ростовский)

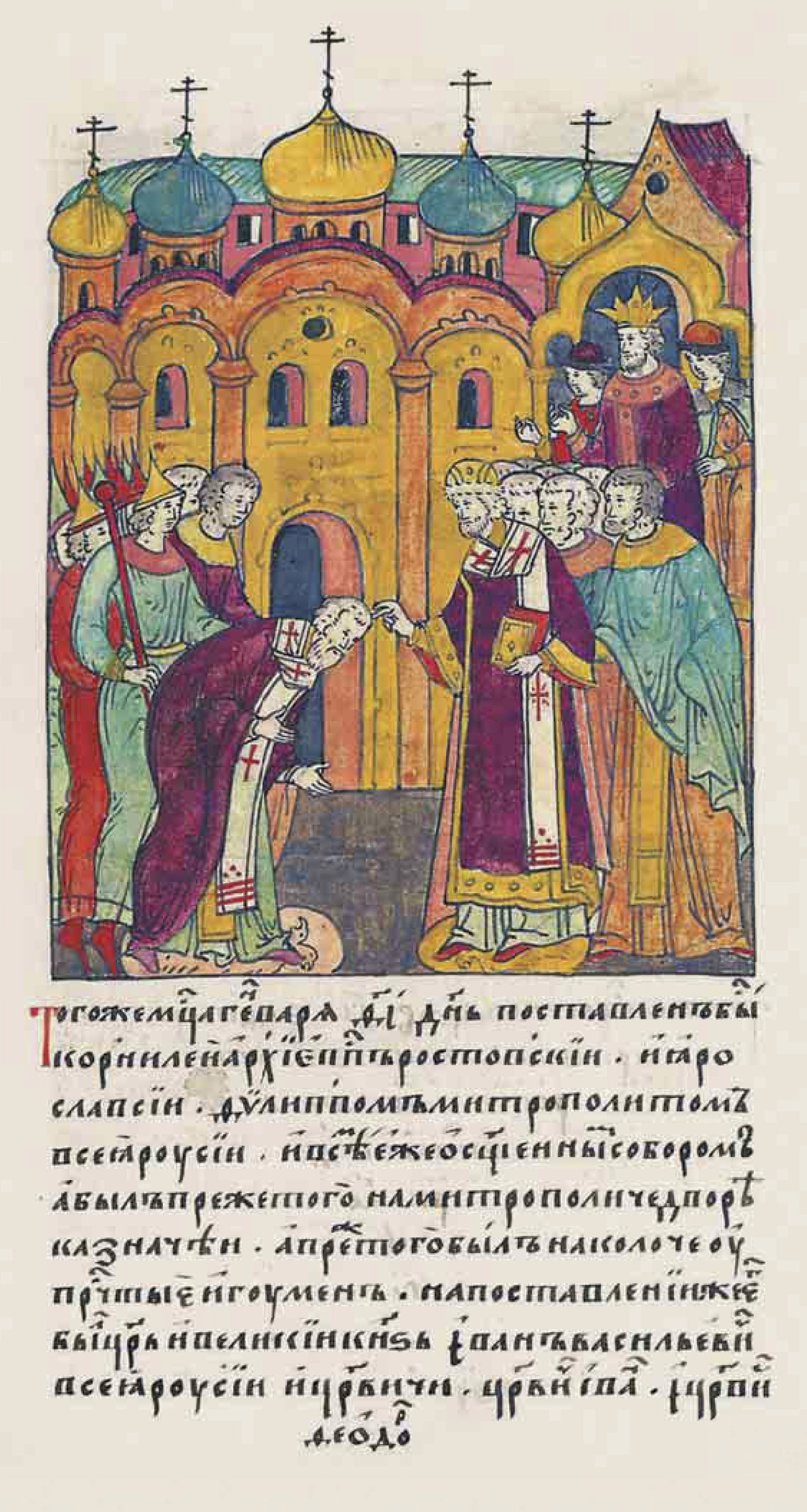

Архиепископ Корнилий — епископ Русской православной церкви, архиепископ Ростовский, Ярославский и Белозерский.
Около 1560 года был игуменом Колоцкого Успенского монастыря Смоленской епархии.
В 1566 году переведён в Москву казначеем митрополичьего двора.
19 января 1567 года хиротонисан во епископа Ростовского, Ярославского и Белозерского с возведением в сан архиепископа.
29 апреля 1572 года присутствовал на Соборе о четвёртом браке царя Ивана IV Васильевича.
Скончался 7 марта 1573 года (по другим источникам, в 1574 году).